# Vương quốc Algarve
Vương quốc Algarve (tiếng Bồ Đào Nha: Reino do Algarve, từ tiếng tiếng Ả Rập Al-Gharb al-Andalus), sau gọi là Vương quốc Algarves (tiếng Bồ Đào Nha: Reino dos Algarves), là một vương quốc được hợp nhất vào Vương quốc Bồ Đào Nha cho đến khi thành lập nền Cộng hòa Bồ Đào Nha vào ngày 5 tháng 10 năm 1910. Vương quốc là nước tự trị thứ hai của Bồ Đào Nha và được cho là một vương quốc với luật lệ nằm ngoài Bồ Đào Nha, dù trên danh nghĩa Vương quốc Algarve không có thể chế, ưu đãi đặc biệt hay quyền tự trị nào cả. Trong thực tế, nó chỉ là một danh hiệu kính cẩn dành cho Algarve về mặt lịch sử và rất giống với phần còn lại của các tỉnh Bồ Đào Nha.

## Lịch sử

### Kiến tạo
Thành phố Silves lần đầu tiên bị vua Sancho I của Bồ Đào Nha chiếm vào năm 1189. Thế nhưng người Bồ Đào Nha đã không giữ Silves được lâu khi người Hồi giáo chiếm lại thành phố này vào năm 1191.

### Tái chinh phục

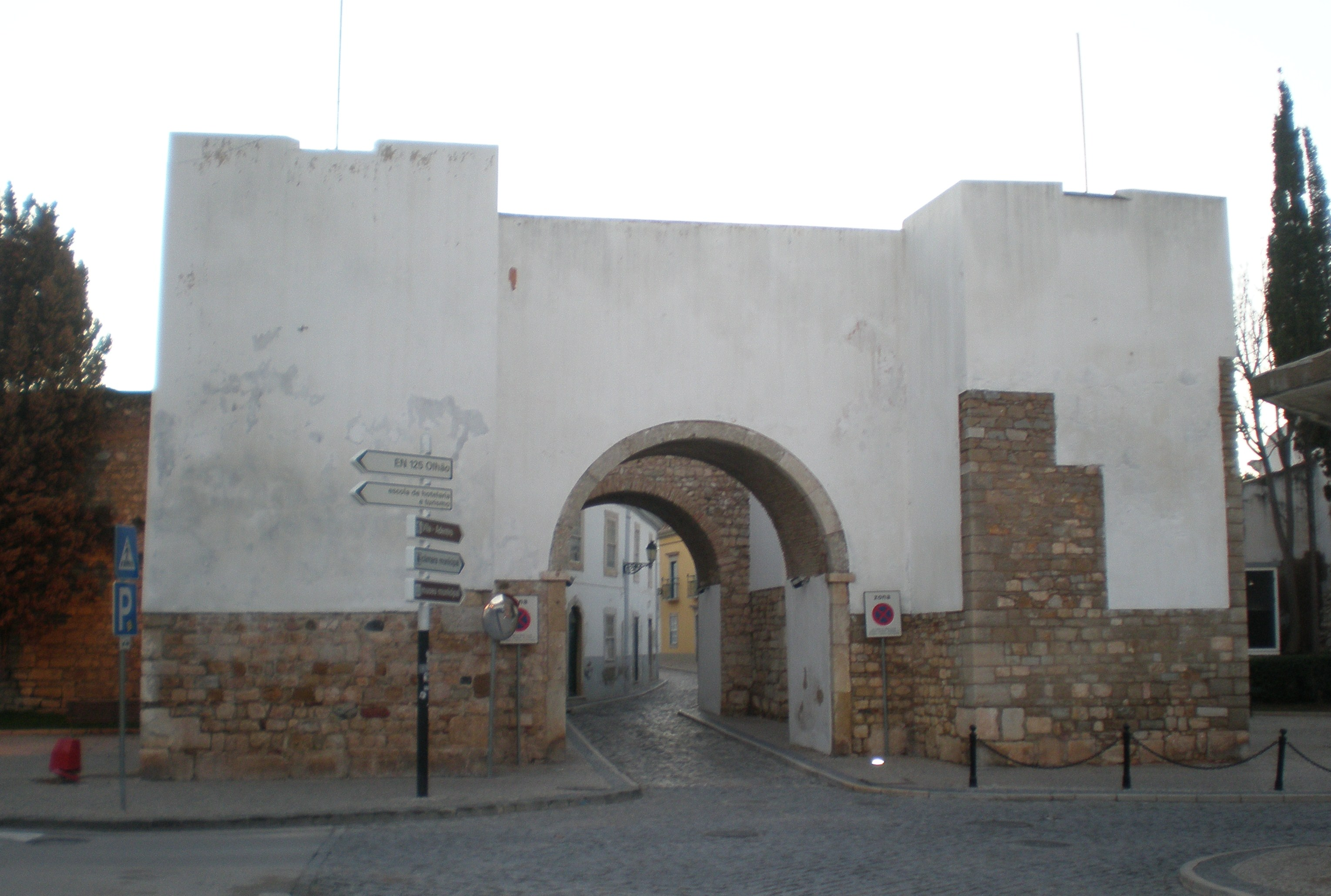
Mái vòm Yên nghỉ tại Faro, nơi vua Afonso III của Bồ Đào Nha trứ danh an giấc ngàn thu sau khi "kết thúc Reconquista".

Trong cuộc "Reconquista" (Tái chinh phục), người Bồ Đào Nha và Castile đã tiến quân về phía nam đánh chiếm nhiều đất đai từ người Hồi giáo mà họ tuyên bố là của họ. Dưới thời vua Sancho II của Bồ Đào Nha, người Bồ Đào Nha còn chinh phục và củng cố các tuyến biên giới hiện nay ở phía nam vương quốc.
Vua Niebla và Emir xứ Algarve đã cố gắng để chống lại những thành tựu đạt được của Bồ Đào Nha tại lãnh thổ của họ, bằng cách trở thành chư hầu vua Alfonso X của Castile (vì chư hầu của mình mà ông tự xưng là vua Algarve). Nhờ vậy mà Alfonso X mới có quyền thống trị xứ Algarve chưa bị người Bồ Đào Nha chinh phục. Để phản ứng đối với việc Alfonso X đòi hỏi xứ Algarve, Afonso III của Bồ Đào Nha đã tự xưng là Vua của Bồ Đào Nha và Algarve và được dùng để chứng minh quyền của vua Bồ Đào Nha vào khu vực có liên quan. Riêng danh hiệu Vua của Silves lần đầu tiên được sử dụng bởi Sancho I của Bồ Đào Nha từ sau cuộc chinh phục Silves đầu tiên vào năm 1189. Vì cuộc chinh phục không chiếm hết cả xứ Algarve nên Sancho chẳng bao giờ sử dụng danh hiệu Vua Bồ Đào Nha và Algarve, chỉ tới thời cháu của ông là Afonso III của Bồ Đào Nha mới dùng đến như là một phần của các tước vị và chức danh của Hoàng gia Bồ Đào Nha.
Vấn đề chủ quyền giữa Castile và Bồ Đào Nha cuối cùng cũng được giải quyết qua Hiệp ước Badajoz năm 1267, theo đó thì vua Alfonso X phải từ bỏ chủ quyền về xứ Algarve, ngược lại thì đứa cháu nội của ông là Dinis được chọn làm người thừa kế ngôi vị của Algarve, bức chế điều khoản sáp nhập Algarve vào vương quốc Bồ Đào Nha. Tuy nhiên hiệp ước lại cho phép sử dụng danh hiệu Vua xứ Algarve cho vua Alfonso X và con cháu của mình, kể từ khi Vua Alfonso X đã giành lại các vùng lãnh thổ của Al-Gharb Al-Andalus ở bên bờ sông Guadiana. Các vị vua của Castile và sau là Tây Ban Nha còn thêm vào danh hiệu này bên cạnh tước vị của họ cho đến khi Nữ hoàng Isabel II của Tây Ban Nha lên ngôi.

### Thời đại Khám phá

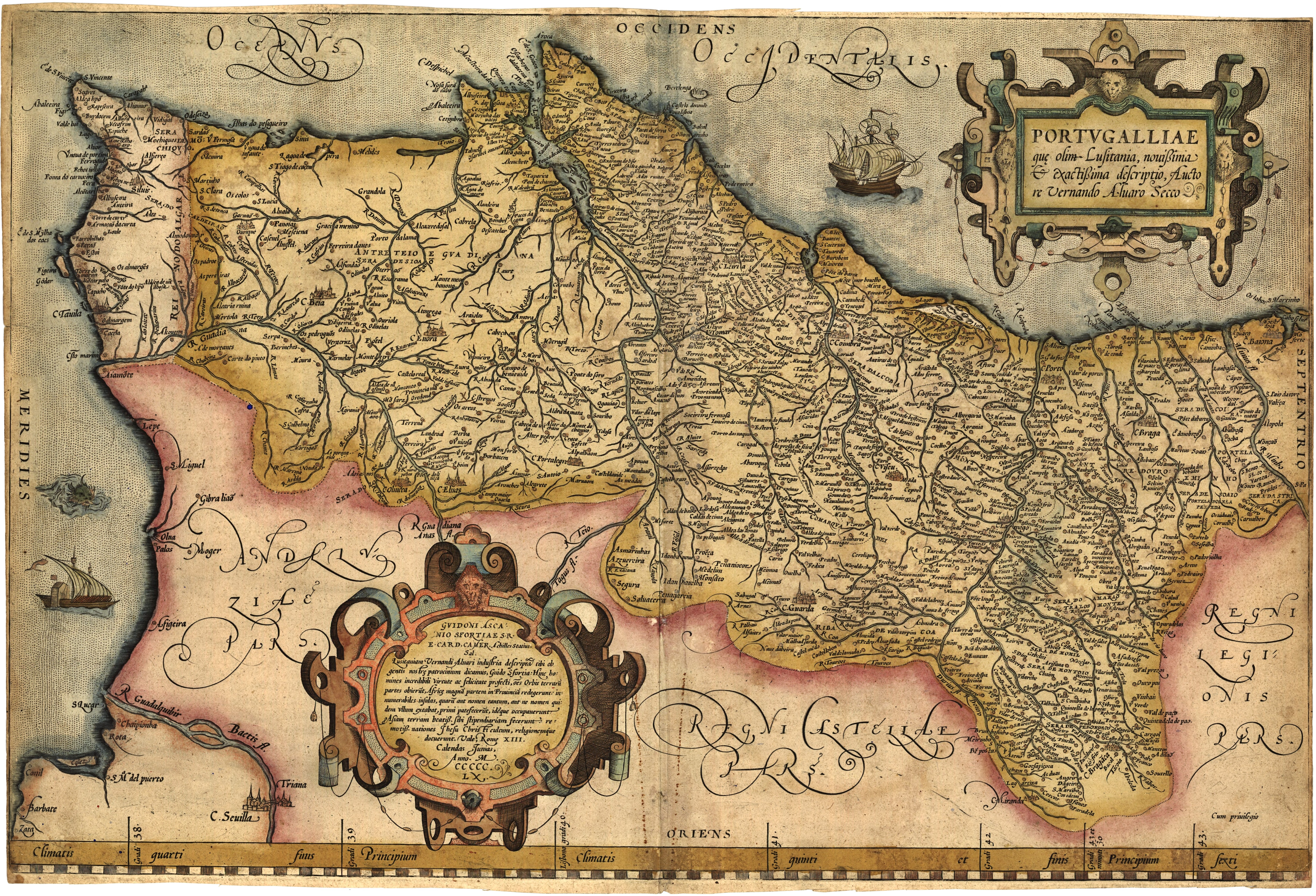
Một bản đồ từ năm 1561, cho thấy sự khác biệt giữa Vương quốc Bồ Đào Nha và Vương quốc Algarve.

Trong thời đại Khám phá, Vương quốc Algarve đóng vai trò như là vị trí cập cảng cho nhiều chuyến thám hiểm, phần lớn đều do Hoàng tử Infante D. Henrique tài trợ. Hoàng tử Henry còn cho thành lập trường học nổi tiếng của ông về hàng hải ở Mũi đất Sagres, mặc dù ý tưởng của một trường học và khuôn viên trường thực sự vẫn còn tranh cãi kịch liệt. Hầu hết các chuyến thám hiểm đều xuất phát từ Lagos.

### Lãnh hải tại châu Phi
Tên gọi Vương quốc Algarve phải chịu một số thay đổi nhỏ do các cuộc chinh phục Bắc Phi của Bồ Đào Nha, được coi là một phần mở rộng của vương quốc Algarve. John I của Bồ Đào Nha còn thêm vào danh hiệu Vua của Bồ Đào Nha và Algarve và Chúa đảo Ceuta, đến lượt cháu trai của ông là Afonso V của Bồ Đào Nha lại gọi là Chúa đảo Ceuta và Alcacer-Ceguer ở châu Phi (sau năm 1458). Cuộc chinh phục xứ Asilah, Tangiers và Larache vào năm 1471 cùng với xứ Bắc Phi chiếm được trước đây, dẫn đến việc tạo ra danh xưng Algarves từ cả hai bờ biển châu Phi, bỏ chữ Algarve thuộc châu Âu thành Algarve sau lưng biển.
Do vậy phải đến năm 1471 từ Vương quốc Algarve dẫn đến Vương quốc Algarves là do gia tăng số lượng thuộc địa của Bồ Đào Nha ở Bắc Phi, đồng thời cũng là các thuộc địa của Vương quốc Algarve. Do đó các vị vua Bồ Đào Nha đã chấp nhận danh hiệu mà họ sẽ sử dụng cho đến khi chế độ quân chủ sụp đổ vào năm 1910. Danh hiệu Vua của Bồ Đào Nha và Algarves ở hai bên bờ biển châu Phi vẫn tiếp tục được sử dụng ngay cả sau khi bỏ rơi cứ điểm Bắc Phi cuối cùng tại Mazagan vào năm 1769. 

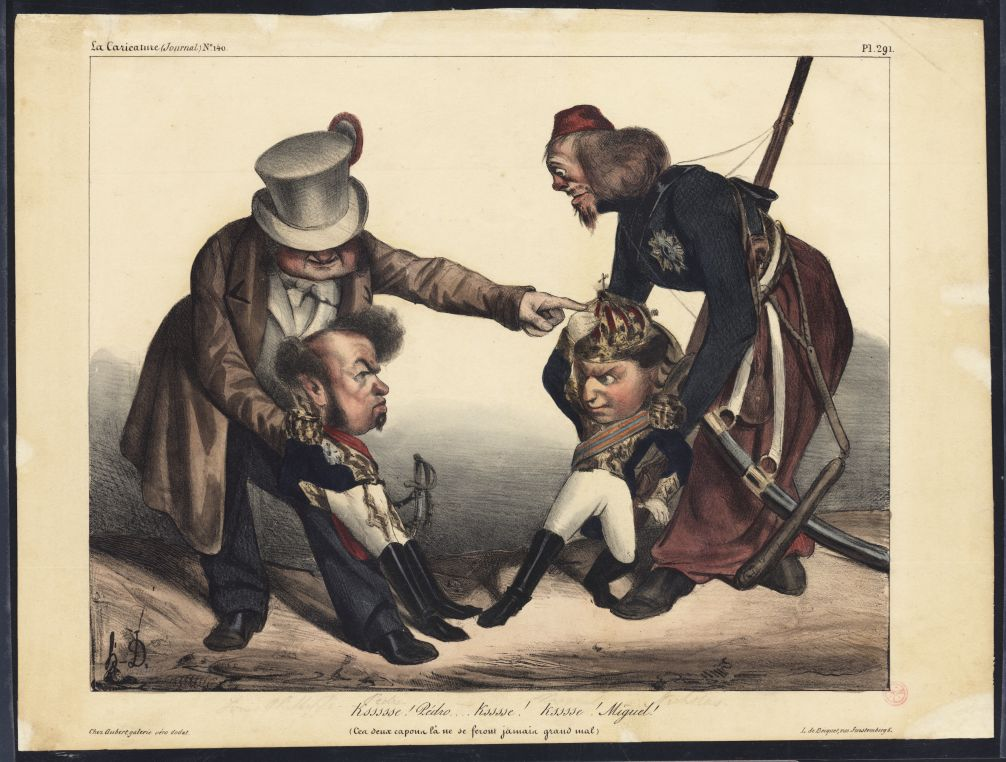
Một bức tranh biếm họa cho thấy vụ xung đột giữa Miguel I của Bồ Đào Nha và Pedro IV của Bồ Đào Nha gây ra tình trạng hỗn loạn ở Algarve.

### Xung đột thế kỷ 19
Vào thế kỷ 19, một cuộc xung đột nghiêm trọng giữa phái tự do và phe bảo hoàng ủng hộ vua Miguel đã khiến người dân từ các vùng nội địa của Algarve phải di cư đến các thành phố ven biển. Sau đó lãnh đạo du kích José Joaquim Sousa Reis có biệt danh Remexido đã dẫn binh sĩ tiến vào các vùng nội địa và tấn công các thành phố ven biển, khiến cư dân thành thị rơi vào tình trạng hỗn loạn. Sự rối loạn của Algarve tăng dần trong những năm từ 1834 đến 1838, khi cả xứ Algarve chứng kiến những trận ác chiến ở một mức độ chưa từng thấy bao giờ. Vào ngày 26 tháng 11 năm 1836, Miguel I của Bồ Đào Nha đã phong cho Remexido là Thống đốc của Vương quốc Algarve và quyền Tổng Tư lệnh các Lực lượng Hoàng gia, Quân đội chính quy và không chính quy và các Chiến dịch ở miền Nam. Tuy nhiên ít lau sau đó Remexido đã bị bắn chết tại Faro vào ngày 2 tháng 8 năm 1838.

## Quân chủ Algarve

### Vua Bồ Đào Nha (tự xưng)
- 1.Sancho I của Bồ Đào Nha
  - Sancho II của Bồ Đào Nha (Sancho II cai trị một phần lớn Algarve, nhưng không bao giờ sử dụng danh hiệu Vua Algarve)
- 2.Afonso III của Bồ Đào Nha
  - Sau Afonso III, xem Danh sách vua Bồ Đào Nha

### Người đòi ngôi hiện nay
- Là người đòi ngôi vị của Bồ Đào Nha, Duarte Pio, Công tước xứ Braganza còn là người đòi ngôi vị của Algarve.

### Vua Tây Ban Nha (danh nghĩa)
- Alfonso X của Castile
  - Sau Alfonso X, xem Danh sách vua Castile và sau là Danh sách vua Tây Ban Nha
    - Sau Isabel II của Tây Ban Nha, danh hiệu Vua Algarve không còn dùng nữa